# Alevismo
O Alevismo (em turco:  Alevileri) é uma crença islâmica local, com algumas influências pré-islâmicas. É uma religião praticada principalmente na Turquia.

## Etimologia
O nome deriva de Ali, genro do profeta Maomé. Os termos alevitas e alauítas (do turco: Alawï), embora compartilhem da mesma etimologia, fazem referência a grupos religiosos diferentes, com práticas diferenciadas. Os alawitas ou alauítas vivem em sua maioria na Síria.
Entretanto, segundo o linguista curdo Jamal Nebez, é provável que a palavra Alevita derive do termo Halav ou Hilav, que significa ponta da chama do fogo. Alev é também a palavra turca para chama.

## Alevitas
Este é o nome atribuído aos seguidores do alevismo (Alevîlik). Segundo as diferentes estimativas, a população alevita varia entre 10% e 20% da população da Turquia, ou seja, cerca de 8 a 16 milhões de fiéis, assim como três milhões no Irã e Turcomenistão, bem como meio milhão de turcomanos alevitas no Iraque. O rito alevita tem integrado influências religiosas muito diversas ao longo do tempo, tal como as religiões pré-islâmicas do Oriente Médio. A ordem sufista bektashi é um elemento significativo do alevismo. Alevitas Bektashi e alevitas Kizilbash veneram o Hajji Bektash Wali, um santo iraniano do século XIII que viveu a grande parte da sua vida em Hacıbektaş, na Anatólia Central. O idioma turco é utilizado nos rituais alevitas e enquanto se reza.

## População

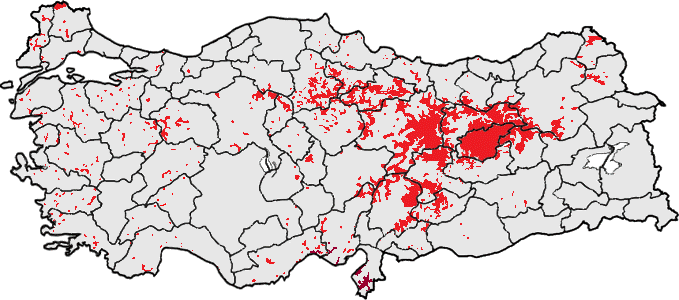
Alevitas na Turquia

Diferentes grupos étnicos turcos, zazas, curdos, turcomanos e azeris se encontram no interior da comunidade alevita, com uma concentração particular na Anatólia Central numa zona de Çorum, no oeste, e de Mus, no leste. A única província dentro da Turquia com uma maioria alevita é Tunceli, conhecida antes como Dersim. Deve-se observar que os alevitas no antigo Dersim e nas províncias de Mus e Erzurum praticam um tipo inteiramente distinto de alevismo. Nos Bálcãs, especialmente na Albânia, há também uma grande comunidade de alevitas-bektashis. 
Além disso, muitos alevitas emigraram para grandes cidades da Turquia ocidental e meridional, assim como da Europa ocidental, especialmente a Alemanha, França, Países Baixos e Suíça. Hoje em dia, a comunidade alevita na Turquia é predominantemente urbana devido à migração em massa (desde os anos 60) das áreas rurais, muitas vezes montanhosas e áridas, para as cidades. Quando se comparam com a população sunita, geralmente têm índices perceptivelmente mais altos de instrução, uma educação de nível maior, maior nível de emprego feminino além de uma taxa mais baixa de natalidade. Há também grandes comunidades em algumas regiões do Azerbaijão iraniano. A cidade de Ilkhichi, ao oeste, situada a 87 quilômetros ao sul de Tabriz, é um povoado quase inteiramente composto por alevitas. Por motivos políticos, dentre as quais um é criar uma identidade distinta para estas comunidades, eles não são chamados de alevitas desde o início do século XX. 
São chamados por diversos nomes, como Ali Alhahi, Ahl-e-Haqq e Goram, por exemplo. Também existem grupos com crença similar dentro do Curdistão iraniano. É  interessante que os zaza, uma população considerada pertencente aos curdos (embora a sua língua seja diferente do curdo), professem uma forma de fé alevita que é semelhante em muitos aspectos significativos,, como a perpetuação de um sistema de castas e as religiões dos drusos ou iazidis, por exemplo. Todas estas variantes de alevismo foram desenvolvidas de distintamente do xiismo e de correntes heterodoxas no século XX.

## Crenças
A natureza da fé alevita pode ser difícil de definir, já que não tem uma autoridade central e se baseia em uma tradição oral que, durante séculos, se manteve secreta para para pessoas de fora. As descrições tão variadas de alevitas podem ser encontradas por diversos grupos . Os alevitas denunciam como são atacados ou discriminados pelos muçulmanos das correntes xiita e sunita, embora alguns alevitas ortodoxos também denunciem certas facções dentro do alevismo.  
Sua crença em Alá varia. Embora certos grupos ortodoxos aceitem a ideia de um criador, algumas facções creem que Alá é simplesmente um bom ser humano. Enquanto os sunitas seguem os quatro califas: Abacar, Omar, Otomão e Ali, os xiitas duodecimanos (inclusive os alevitas) reconhecem Ali como o primeiro dos doze protetores da comunidade muçulmana. Embora expressem sua crença no Alcorão, a maioria dos alevitas rechaça a prática da poligamia. Tradicionalmente, as celebrações rituais dos alevitas não ocorrem em uma mesquita, já que o imã Ali foi assassinado em uma delas, mas está conectada intimamente com o dede (ancião), alevita (do árabe atasco, uma reunião), e cemevi (casa da reunião). 

#### Escrituras e profetas
Os alevitas reconhecem as quatro escrituras reveladas também reconhecidas no Islã: a Tawrat (Torá), o Zabur (Salmos), o Injil (Evangelho) e o Alcorão. Além disso, os alevitas não se opõem a buscar em outros livros religiosos fora dos quatro principais como fontes de suas crenças, incluindo hadiths, Nahjul Balagha e buyruks. O alevismo também reconhece o profeta islâmico Maomé. Ao contrário da grande maioria dos muçulmanos, os alevitas não consideram as interpretações do Alcorão hoje como vinculativas ou infalíveis, uma vez que o verdadeiro significado do Alcorão é considerado um segredo de Ali e deve ser ensinado por um mestre, que transmite os ensinamentos de Ali (Buyruk) ao seu discípulo.

### Tolerância
Os alevitas admitem valores como a humanidade, a democracia e um amplo respeito aos direitos humanos. Sentem-se obrigados a cumprir estes valores de uma maneira dogmática. Admiram particularmente a liberdade de pensamento e de religião. Reconhecem em cada ser humano o livre expresso direito à autodeterminação, assim como o direito a manifestar sua própria fé. Cada um relatará seus rituais a seu arbítrio e a visão que possui, ou pode até ser ateu, e não querer forçar a opinião dos demais. Portanto, os alevitas têm uma relação muito aberta para com outras religiões, reconhecimento de outros credos e de outras ideologias.

Assim, um poema diz:
| “ | Adımız miskindir bizim (Nos chamam em uníssono) Düşmanımız kindir bizim (Nosso inimigo é o ódio) Biz kimseye kin tutmayız (Não odiamos ninguém) Kamu alem birdir bizim (Todos nos vemos iguais e únicos) | ” |
|   | — Yunus Emre. |   |

## Relações com outros grupos muçulmanos
Como Illam Atasevem observou, existe uma certa tensão entre a tradição dos alevitas e a ordem dos Bektashi, que é uma ordem sufita fundada nas crenças alevitas. Em certas comunidades turcas, outras ordens sufitas - a saber, os Helveti-Jerahi e alguns dos Rifa'i - receberam a influência significativa dos alevitas. Apesar de serem vistos historicamente como grupo sunita, alguns Rifa'is aceitam a identidade alevita. 
Isto é particularmente comum entre a ordem de Rifa'i Marufi, em que adoração combina os elementos das tradições típicas de Alevi com as práticas sunitas. São identificado a vezes com os Alevitas, com o qual compartilham princípios secularistas e um ceticismo geral da ortodoxia extremista, com ênfase aos homens e às mulheres que adoram juntos, um grupo comum de santos venerados tais como o hajji Bektash Veli e Sultán Abdal de Pir, além de uma dedicação profunda à família do profeta Maomé.

## História
Os alevitas têm suas origens nos primórdios do Islã. Depois da morte de Maomé, seus seguidores foram divididos entre quem deviam conduzir a comunidade muçulmana como califa. A maioria sunita seguiu Abacar, enquanto que os xiitas seguiram Ali, o genro de Maomé, como seu sucessor legítimo. Esta cisão foi aprofundada quando Huceine, assassinou o neto de Maomé depois da batalha de Carbala, um acontecimento que é rememorado intensivamente por alevitas e xiitas. O alevismo é, então, também parte do Xiismo duodecimano, no reconhecimento das doze imãs. Outra influência importante é o sufismo, tradição mística no Islã. O filósofo sufista Ali, que viveu na Anatólia durante o século XIII, é muito venerado e geralmente visto como o fundador da fé alevita. A maioria de seus seguidores pertenceram às tribos do povo turcomeno. As tribos tentaram preservar seus costumes tradicionais, muitas vezes em oposição à dinastia seljúcida e, mais tarde, ao Império Otomano. Findando o século XV, uma ordem militar de xiitas Kizilbash, lutou com os safávidas contra os otomanos e,depois de que perderam sua força, foram assimilados por terem se misturado com os alevitas de Anatólia. Os alevitas curdos ainda se chamam Kizilbash.
No início do século XX, muitos alevitas apoiaram os revolucionários turcos e a criação da república turca. Atatürk foi visto por alguns como o novo HacBekta, por seus princípios liberais, como libertação da dominação de sunita . Mas suas expectativas chegariam a ser frustradas quando a Presidência de Assuntos Religiosos foi fundada como instituição exclusivamente sunita e as ordens de Bektashi foram proibidas em 1925. Tradicionalmente os alevitas foram discriminados e perseguidos nas áreas rurais da Turquia central e do leste. Sua religião é tolerada na Turquia, mas comparados com os sunitas, sofrem menos intervenção de Estado em seus assuntos internos e no conteúdo de sua educação. Também gozam de privilégios consideravelmente menores na ordem financeira e de organização. O Estado turco construiu e financiou as mesquitas sunitas em quase a totalidade das aldeias alevitas e cidades pequenas; muito alevitas consideram isto como uma humilhação deliberada.

## História recente
Durante o século XX, muitos alevitas estavam ligados a partidos políticos de esquerda na Turquia, como o Partido Republicano do Povo (CHP) e em outros partidos de ideologia mais esquerdista. Na década de 1970, as regiões habitadas por alevitas foram cenário de conflitos violentos entre grupos esquerdistas (muitas vezes com uma base alevita) e os grupos de extrema direita nacionalista ou neofascistas, como o Partido de Ação Nacionalista (MHP) e os Lobos Cinzentos, apoiados pela população sunita. Em 1978, o confronto entre os residentes e os imigrantes alevitas (sobretudo curdos sunitas e alevitas, particularmente de Pazarc) em Kahramanmara conduziu a um massacre da população alevita das grandes cidades. Os alevitas acabaram sendo a parte mais relutante do contra-golpe antiesquerdista depois do golpe militar de 1980, e dos grupos fundamentalistas que encabeçaram a violência islâmica.

### O massacre de Sivas
A opressão alcançou seu ponto mais crítico em Sivas, com o incêndio de um hotel 2 de julho de 1993, onde foram assassinadas 40 pessoas, entre alevitas, intelectuais esquerdistas não-alevitas e um antropólogo holandês. Eles assistiam a uma conferência cultural e foram mortos por obra de fanáticos sunitas locais. A conferência era assistida por um intelectual de esquerda turco Aziz Nesin quem foi muito odiado entre a comunidade turca sunita, pois foi ele quem publicou o polêmico romance de Salman Rushdie "Versículos Satânicos" na Turquia. Os habitantes sunitas em Sivas, depois de cumprir com as orações de sexta-feira em uma mesquita próxima, marcharam até o hotel onde acontecia a conferência e colocaram fogo no edifício. Enquanto o governo turco retratou o ataque como direcionado a Aziz Nesin, os comentaristas da Alevi argumentam que o alvo eram os Alevis, já que a multidão também destruiu uma estátua representando Pir Sultan Abdal erguida no dia anterior.  Muitos intelectuais, poetas e músicos Alevi bem conhecidos foram mortos no incêndio, incluindo Hasret Gültekin, Metin Altıok, Asım Bezirci, Behçet Aysan, Nesimi Çimen e Muhlis Akarsu.  Aziz Nesin conseguiu escapar do fogo por cima de uma escada. Após os bombeiros reconhecerem quem ele era, começaram a atacá-lo, mas ele fugiu. . A resposta das forças de segurança então foi fraca. O assalto tomou 8 horas, sem nenhuma intervenção da polícia nem dos militares. Os alevitas e a maioria dos intelectuais na Turquia afirmaram que o incidente fora acionado pelo governo local já que panfletos foram publicados e distribuidos dias antes do incidente. O Governo turco referiu-se ao incidente do hotel de Sivas como um ataque contra os intelectuais, mas recusou considerá-lo como incidente dirigido aos alevitas.

## Música e poesia
Os alevitas têm um papel significativo na música e poesia turcas. O sultão Abdal de Pir, um poeta alevita do século XVI cujos poemas e canções contem muitas vezes temas espirituais, é reverenciado como um santo e herói. As figuras importantes são o poeta sufita Yunus Emre, geralmente visto como alevita, e Kaygusuz Abdal. Seus poemas moldam a cultura turca até hoje, e também são interpretados pelos artistas modernos. As canções atribuídas a estes poetas foram abraçadas por pessoas da esquerda no século XX. A tradição Alevita influenciou os bardos também. Muitos dos músicos tradicionais principais na Turquia são Alevitas, incluindo Arif Sa, Musa Erolu, Erdal Erzincam, Neet Erta, Muharrem Erta, erif de Ak Mahzuni, Feyzulhah Çnar, atrolu de Ak Veysel, Aliekber Çiçek, Sabahat Akkiraz, Belks Akkale e Ruhi Su. Outros não-alevitas, tais como Zülfü Livaneli, gravaram muitas canções de Alevitas. Mais recentemente, Mercam Dede, um artista com ligações à ordem de Rifa'i Marufi, gravou músicas ambient techno inovadoras, empregando com frequência temas Alevitas, a vezes com colaboração de artistas alevitas conhecidos tais como Sabahat Akkiraz.